# Río Chinobamba
Der Río Chinobamba ist ein etwa 32 km langer linker Nebenfluss des Río Huallaga in Zentral-Peru in der Provinz Huánuco in der Region Huánuco.

## Flusslauf
Der Río Chinobamba entspringt im Osten der peruanischen Zentralkordillere auf einer Höhe von ungefähr 3970 m. Das Quellgebiet liegt im Distrikt Churubamba knapp 3 km südwestlich der Ortschaft Virgen del Carmen de Incacocha sowie 30 km nördlich der Provinz- und Regionshauptstadt Huánuco. Am Oberlauf des Río Chinobamba befinden sich zwei kleinere Bergseen, die er in ostsüdöstlicher Richtung durchquert. Zwischen den Flusskilometern 28 und 22 durchfließt er ein schmales Tal in südsüdöstlicher Richtung. Anschließend weitet sich das Tal. Ab Flusskilometer 17 fließt der Río Chinobamba in überwiegend südöstlicher Richtung. Am Flusslauf liegen die Orte Hualmish, Quechualoma und Chinobamba. Der Río Chinobamba mündet schließlich bei der Ortschaft San Juan Bautista de Cascay, 2 km südwestlich des Distriktverwaltungszentrums Churubamba, auf einer Höhe von ungefähr 1823 m in den nach Osten strömenden Río Huallaga.

## Einzugsgebiet
Der Río Chinobamba entwässert ein Areal von 218 km². Das Einzugsgebiet befindet sich vollständig im Distrikt Churubamba. Es grenzt im Westen an das des Río Garbanza, im Nordwesten an das des Río Jarahuasi, im Nordosten an das des Río Chinchao sowie im Osten an das des abstrom gelegenen Río Huallaga. In den tieferen Lagen wird auf angelegten Terrassen Landwirtschaft betrieben.